# Yannick Bolasie
Yannick Bolasie (Lyon, 1989. május 24. –) kongói DK válogatott labdarúgó, jelenleg a Caykür Rizespor játékosa.